# Монтехо-де-ла-Вега-де-ла-Серресуела
Монтехо-де-ла-Вега-де-ла-Серресуела (ісп. Montejo de la Vega de la Serrezuela) — муніципалітет в Іспанії, у складі автономної спільноти Кастилія-і-Леон, у провінції Сеговія. Населення — 165 осіб (2010).
Муніципалітет розташований на відстані близько 130 км на північ від Мадрида, 75 км на північний схід від Сеговії.

## Демографія
Динаміка населення (INE ):